# Jean-Louis Michel (océanographe)
Pour les articles homonymes, voir Jean-Louis Michel et Michel.
Jean-Louis Michel est un ingénieur et océanographe français.
Il découvrit l'exploration sous-marine en 1969 avec la Marine nationale comme officier du Groupe des bathyscaphes dirigé par le capitaine Georges Houot. En 1985, Jean-Louis Michel (avec le géologue marin Robert Ballard) dirigea une équipe d'explorateurs français et américains qui retrouva l'épave du RMS Titanic,.